# Cassacco
Cassacco (friülà Cjassà) és un municipi italià, dins de la província d'Udine. L'any 2007 tenia 2.913 habitants. Limita amb els municipis de Colloredo di Monte Albano, Magnano in Riviera, Tarcento, Treppo Grande i Tricesimo.

## Administració
| Període | Identitat       | Partit        |
| ------- | --------------- | ------------- |
| 2004-   | Vannes Assaloni | Llista cívica |

## Personatges il·lustres
- Bindo Chiurlo, poeta friülà
- Carlo Sgorlon, escriptor bilingüe
- Luigi Antonio Tami, partisà